# Gold Bullion Standard
Le Gold Bullion Standard est une particularité du Gold Exchange Standard, système monétaire international mis en place au lendemain de la Première Guerre mondiale pour succéder au Gold Standard.
Le terme Bullion signifie en français lingot. Avec le Gold Bullion Standard, les devises gagées sur l'or restent librement convertibles en or, mais seulement au-delà d'un certain montant (l'équivalent monétaire d'un lingot). En pratique, cela restreint les possibilités de conversion de devises en or aux banques. La thésaurisation de l'or par les particuliers est limitée : les petites quantités d'or que les particuliers peuvent posséder n'ont pas de valeur monétaire. Enfin cela permet aux banques centrales de pratiquer un taux de couverture de la masse monétaire en circulation plus lâche, en rendant impossibles les phénomènes de demande massive de conversion de devises en or.
Le Gold Bullion Standard est donc une amélioration apportée au Gold Standard. Il contribue à la stabilité du système, et rend possible une augmentation plus souple de la masse monétaire. On peut noter en outre qu'il s'agit d'un pas franchi vers l'abolition de la référence à l'or dans le système monétaire international.